# هبر
هَبَر (به کردی: هەبەر) نوعی سربند زنان ایلامی با قدمتی ۲۰۰ ساله است.

## ویژگی
جنس هبر از مخمل است که معمولا به رنگ سیاه و سه‌گوش یا چهارگوش استفاده می‌شود. دو گوشه‌ این مثلث یا مربع با نخ ابریشم و گره‌های متقارن تزئین می‌شود و گاهی از مُهرهای ریز رنگارنگ در میان گره‌ها استفاده می‌شود. در انتهای هر ریشه ابریشمی یک منگوله‌ کوچک ابریشمی هم آویزان می‌شود. در دو گوشه‌ هبر، دو نخ بافته‌شده به صورت گیس‌بافت همراه با دو منگوله بزرگ وجود دارد.
برای استفاده از هبر ابتدا باید روسری گلونی روی سر انداخته‌شود و سپس هبر به دور سر بسته‌شود.

## ثبت ملی
مهارت بافت هبر به شماره ثبت ۲۷۰۰ به عنوان میراث ناملموس استان ایلام به ثبت رسید.